# Никулкин, Виталий Викторович
Виталий Викторович Никулкин (31 июля 1971, Саранск) — российский футболист, полузащитник.

## Карьера
Воспитанник ДЮСШ «Светотехника» (первый тренер Н. С. Зайкин). В составе команды ДЮСШ стал победителем всероссийского турнира «Надежда» (1988 г).
Выступал за команды: «Светотехника»/«Лисма-Мордовия»/ФК «Мордовия» Саранск (1989—1991, 1996—2003, 2005—2007), «Локомотив» Москва (1992—1994), «Локомотив» Нижний Новгород (1994, 1995).
Участник матчей на международной арене в составе московского «Локомотива» (Кубок УЕФА 1993/1994).
Тренерская деятельность: ФК «Мордовия» Саранск (с 2008 года — тренер).
Лучший бомбардир команды «Светотехника»/«Лисма-Мордовия»/ФК «Мордовия» — 110 мячей.
Выступал за вторую сборную России.